# Лупша (Алба)
Лупша (рум. Lupșa) — село у повіті Алба в Румунії. Адміністративний центр комуни Лупша.
Село розташоване на відстані 311 км на північний захід від Бухареста, 43 км на північний захід від Алба-Юлії, 54 км на південний захід від Клуж-Напоки.

## Населення
За даними перепису населення 2002 року у селі проживали 754 особи, з них 750 осіб (99,5%) румунів. Усі жителі села рідною мовою назвали румунську.